# راي باسيل
راي باسيل، بطلة في رماية التراب من لبنان.
فازت راي بالميدالية الذهبية في بطولة كأس العالم للرماية 2016 التي أقيمت في نيقوسيا في قبرص. كما منحت الميدالية الفضية في بطولة الألعاب الآسيوية التي أقيمت في الكويت عام 2015، وفازت بالميدالية الذهبية في بطولة العرب في الرماية التي أقيمت في المغرب. ومن إنجازاتها الفوز بالميدالية البرونزية في بطولة العالم للرماية التي عقدت في نيقوسيا عام 2007. احتلت المرتبة الرابعة في دورة ألعاب البحر الأبيض المتوسط التي عقدت في ماريبور في سلوفينيا. أما في البطولة العربية للرماية التي أقيمت في المغرب عام 2011 فحازت الميدالية الفضية
مثلت راي لبنان في منافسات الرماية في الألعاب الأولمبية الصيفية 2012 التي أقيمت في لندن.
تشارك راي في أولمبياد ريو دي جانيرو 2016 ضمن الفريق الممثل للبنان.

## روابط خارجية
- راي باسيل على موقع الاتحاد الدولي (الإنجليزية)
- راي باسيل على موقع أوليمبيديا (الإنجليزية)